# Macy's, Inc.
Macy's, Inc. (voorheen Federated Department Stores, Inc.) is een Amerikaanse holdingmaatschappij van warenhuizen. Bij de oprichting in 1929 was Federated Department Stores eigenaar van de regionale warenhuisketens Abraham & Straus, Lazarus, Filene's en Shillito's. Bloomingdale's sloot zich het jaar daarop aan bij Federated Department Stores. Gedurende de vroege geschiedenis van het bedrijf vonden er regelmatig overnames en desinvesteringen plaats, waardoor het bedrijf onder verschillende merknamen opereerde. In 1994 werd de warenhuisketen Macy's overgenomen door Federated Department Stores. Ondanks een lange geschiedenis van het behouden van regionale namen, werden deze in 2006, na de overname van The May Department Stores Company in 2005, vervangen door de merken Macy's en Bloomingdale's in het hele land. Uiteindelijk werd Federated in 2007 omgedoopt tot Macy's, Inc.
Macy's, Inc. is eigenaar van de warenhuisketens Bloomingdale's en Macy's en de parfumerieketen Bluemercury, die allemaal vlaggenschipwinkels in Manhattan exploiteren. Anno oktober 2022 had het bedrijf 722 vestigingen in de Verenigde Staten, Guam en Puerto Rico. Het bedrijf was in 2010 de grootste detailhandelaar in modeartikelen ter wereld en de 36e grootste detailhandelaar in het algemeen. Macy's, Inc. heeft sinds 2020 haar hoofdkantoor op Macy's Herald Square in New York. Van 1945 tot 2020 was het hoofdkantoor gevestigd in Cincinnati.

## Federated

### Vroege geschiedenis
Federated Department Stores vindt zijn oorsprong in F&R Lazarus & Company, opgericht in Columbus, Ohio, in 1851. In de zomer van 1929, maanden voor de beurskrach van 1929, ontmoette Fred Lazarus Jr. Walter N. Rothschild van Abraham & Straus uit Brooklyn en Edward Filene van Filene's uit Boston op Rothschilds jacht in Long Island Sound. De drie zakenmannen kwamen overeen hun winkels samen te voegen en Federated Department Stores op te richten, als een holdingmaatschappij voor de warenhuizen van F&R Lazarus & Company (inclusief de divisie in Cincinnati, destijds bekend als Shillto's), Abraham & Straus en William Filene's Sons of Boston. In 1930 sloten de Bloomingdale Brothers uit New York zich aan. 
Halverwege de jaren 1930 werd een moderne standaard voor merchandising vastgesteld toen Fred Lazarus Jr. kledingstukken in groepen van één maat rangschikte met een reeks stijlen, kleuren en prijzen. Hij baseerde de techniek op observaties die hij in Parijs had gedaan. Lazarus overtuigde president Franklin D. Roosevelt er bovendien van dat het de Amerikaanse economie ten goede zou komen als de Thanksgiving-vakantie zou worden verplaatst van de laatste donderdag van november naar de vierde donderdag. Daarmee zou het kerstshoppingseizoen worden verlengd. In 1941 werd deze regeling door een congresbesluit in stand gehouden. Black Friday werd een landelijke sensatie en de meest winstgevende dag voor Federated. (Robert Lazarus Jr. werkte bij Federated tot hij in 2013 overleed, als laatste overgebleven familielid met een officiële rol bij het bedrijf.)
In 1945 verhuisde Federated haar hoofdkantoor naar Cincinnati. In de tweede helft van de 20e eeuw breidde het bedrijf zich landelijk uit, met de toevoeging van:
- Rike Kumler uit Dayton, Ohio (in de jaren 1980 gefuseerd met Shillito's tot Shillito-Rike's);
- Burdines uit Miami, Florida;
- Rich's uit Atlanta, Georgia;
- Foley's uit Houston, Texas;
- Sanger Brothers en A. Harris, beiden uit Dallas, Texas (die werden samengevoegd tot Sanger-Harris);
- Boston Store uit Milwaukee, Wisconsin;
- MainStreet uit Chicago, Illinois;
- Bullock's uit Los Angeles;
- I. Magnin uit San Francisco, Californië;
- Gold Circle en
- Richway Discount Department Stores uit Worthington, Ohio.

Federated betrad de supermarktsector in 1968 toen het de keten Ralphs in Zuid-Californië overnam. In 1982 nam Federated de discountwinkelketen Twin Fair, Inc. in Buffalo, New York over en fuseerde deze met Gold Circle. In 1983 verkocht Federated vier winkelcentra aan JMB Realty.

### Overname door Campeau
De Canadese vastgoedontwikkelaar Robert Campeau – die in 1986 Allied Stores had overgenomen en ontmanteld – probeerde vanaf begin 1988 Federated over te nemen, maar Federated vocht dit uit in een opvallende strijd, waarbij Macy's (destijds geen onderdeel van Federated, maar een rivaal) ook concurrerende biedingen van meer dan $ 6 miljard indiende. Toch gaf Federated in april 1988 toe en ging akkoord met een overname door Campeau ter waarde van $ 6,6 miljard. Het was de grootste fusie in de geschiedenis van het bedrijfsleven, met uitzondering van de oliesector. Macy's betaalde Campeau $ 1,1 miljard voor de overname van de 20 winkels tellende Bullock's / Bullocks Wilshire en de 25 winkels tellende kledingketen I. Magnin.  Twee jaar later vroeg Federated faillissement aan nadat Campeau er niet in slaagde de schulden van Federated en Allied Stores Corp. te herfinancieren. In 1992 werd Campeau ontslagen en kwam Federated uit het faillissement als een nieuw beursgenoteerd bedrijf, Federated Stores, Inc., waarbij het woord "Department" uit het vorige bedrijf werd geschrapt. Als onderdeel van de reorganisatie verkocht Federated de Ralphs-keten aan een groep eigenaren onder leiding van Edward J. DeBartolo Corporation.

### Overname van Macy's
In 1992 werd Macy's failliet verklaard; twee jaar later, in 1994, werd het overgenomen door Federated. De naam van de ooit grootste concurrent van Federated, Macy's, zou al snel de merknaam worden van de meeste winkels van Federated.
In 1995 kocht Federated Broadway Stores, Inc. en de in Californië gevestigde ketens Emporium-Capwell, Weinstock's en The Broadway. Macy's veranderde de naam van deze drie ketens en Bullock's naar Macy's. In sommige gevallen werden de vestigingen omgedoopt tot Bloomingdales. In 2003 veranderde Federated de naam van bijna alle overgebleven winkels die geen Macy's waren (de enige uitzondering was Bloomingdales) om de naam Macy's toe te voegen aan de namen. Deze rebranding werd intern Project Hyphen genoemd. Zo werd The Bon Marché uit Seattle omgedoopt tot Bon-Macy's; Goldsmith's in Tennessee werd Goldsmith's-Macy's; Lazarus, Burdines en Rich's voegden ook "-Macy's" toe aan hun naam. Een jaar later werden de namen met koppeltekens simpelweg veranderd in Macy's, een rebranding die intern bekendstond als Project Star.
De warenhuisketen Stern's, een divisie van Federated, stopte in 2001 met haar activiteiten en de meeste winkels werden Macy's-winkels.
Federated begon in 1998 met de online verkoop van goederen, iets later dan de meeste grote retailers van die tijd. Federated exploiteerde een particuliere bank, FDS Bank, die het grootste deel van zijn eigen portefeuille met consumentenkredietkaarten uitgaf en beheerde. Federated was een van de laatste creditcardbanken die zijn kaarthouders online toegang tot rekeninggegevens ging verlenen (rond 2004).
In 1998 schikte Federated een SEC-onderzoek voor $ 14,46 miljoen met betrekking tot onethische incassopraktijken. Federated dwong creditcardhouders/schuldenaars routinematig om een overeenkomst te ondertekenen die hen wettelijk verplichtte om hun openstaande saldo's terug te betalen in plaats van de onbeschermde schuld kwijt te schelden door middel van het aanvragen van een faillissement. Federated heeft nagelaten om een bevestigingsovereenkomst in te dienen bij de faillissementsrechtbank. Als gevolg hiervan waren de wijzigingen in de overeenkomsten niet juridisch bindend.
In 2001 nam Federated Liberty House uit Hawaii over nadat het bedrijf uit een faillissement  was gekomen. Het werd beheerd als onderdeel van Macy's West en alle winkels kregen de naam Macy's.
In 2005 stemde Federated ermee in zijn creditcardbedrijf te verkopen aan Citigroup.
Op 28 februari 2005 maakte Federated Department Stores bekend dat het May Department Stores zou overnemen voor $ 11 miljard dollar in contanten en aandelen. De divisie met bruids- en formele kleding van May, bestaande uit David's Bridal en After Hours Formalwear, maakte deel uit van de overname. Federated zou ook $ 6 miljard schulden van May overnemen, waardoor het totale bedrag op $ 17 miljard kwam. Door de deal zou de grootste warenhuisketen van het land ontstaan, met meer dan 1.000 winkels en een omzet van $ 30 miljard aan jaarlijkse omzet. Om de deal te financieren, stemde Federated ermee in om zijn gecombineerde eigen creditcardactiviteiten (die nog steeds beheerd worden door FACS Group, een dochteronderneming van Federated) te verkopen aan Citigroup. De fusie werd op 30 augustus 2005 afgerond, nadat een overeenkomst was bereikt met de procureurs-generaal van New York, Californië, Massachusetts, Maryland en Pennsylvania.
Als gevolg van de fusie nam Federated ook twee van haar voormalige warenhuisketens over: Foley's en Filene's (die Federated oorspronkelijk aan May Company had verkocht). Daarmee vielen ze voor het eerst sinds 1988 weer onder de bedrijfsnaam Federated Department Stores.
Federated maakte plannen bekend om in 2006 80 winkels te verkopen. In de schikkingsovereenkomst beloofde het bedrijf de meeste daarvan als levensvatbare bedrijven te verkopen, waarbij de voorkeur zou worden gegeven aan een groep van dertien concurrenten. Dit aantal zou kunnen fluctueren afhankelijk van de onderhandelingen van Federated met diverse verhuurders van winkelcentra en het uiteindelijke besluit over het gebruik van voormalige Macy-locaties voor de luxere Bloomingdale's-warenhuizen.
Op 12 januari 2006 maakte Federated bekend dat het van plan was om de Lord & Taylor-divisie van May Company (48 winkels in 12 staten) voor het einde van 2006 af te stoten, nadat het bedrijf eersteklas en conflicterend onroerend goed had gebruikt door verschillende locaties te sluiten en om te bouwen. Op 22 juni 2006 kondigde Macy's aan dat NRDC Equity Partners, LLC Lord & Taylor zou kopen voor $ 1,2 miljard en rondde de verkoop af in oktober 2006.
Op 9 september 2006 verdwenen de voormalige winkelnamen van May Company, zoals Famous-Barr, Filene's, Foley's, Hecht's, The Jones Store, Kaufmann's, L.S. Ayres, Marshall Field's, Meier & Frank, Robinsons-May en Strawbridge's, omdat Federated de meeste van deze namen naar de merknaam Macy's omdoopte en een paar naar de merknaam Bloomingdale's. Een van de gevolgen van deze naamswijziging is dat meerdere winkelcentra twee Macy's-filialen hebben. In het centrum van Boston liquideerde Federated een overgenomen Filene's omdat er aan de overkant al een Macy's (voorheen Jordan Marsh) was gevestigd. De twee winkels hadden samen een vloeroppervlak van meer dan 130.000 m², meer dan twee derde van de omvang van de vlaggenschipwinkel van Macy's in New York.
Op 17 november 2006 werden de bruidsmode- en formele kledingdivisie verkocht. David's Bridal en Priscilla of Boston werden verkocht aan Leonard Green & Partners. After Hours Formalwear werd verkocht aan Men's Wearhouse.

## Macy's, Inc.

### Jaren 2000
Op 27 februari 2007 maakte Federated bekend dat de raad van bestuur de aandeelhouders zou vragen de naam van het bedrijf te veranderen in Macy's Group, Inc. Op 28 maart herzag het bedrijf zijn plannen voor de nieuwe naam en koos ervoor om uiteindelijk Macy's, Inc. te worden. De aandeelhouders van Federated keurden het herziene voorstel goed tijdens de jaarlijkse vergadering van het bedrijf op 18 mei 2007. 
De naam werd van kracht op 1 juni 2007. De reden voor de voorgestelde naamswijziging was volgens Terry Lundgren, voorzitter en CEO van Federated, gebaseerd op de grootschalige omschakeling van het hele bedrijf naar de naam Macy's. "Vandaag de dag zijn we een merkgedreven bedrijf dat zich richt op Macy's en Bloomingdale's, en geen federatie van warenhuizen", aldus Lundgren in het persbericht van het bedrijf waarin de voorgestelde naam werd aangekondigd. Bij de verandering naar Macy's Inc. veranderde het tickersymbool van Federated op de New York Stock Exchange van "FD" naar "M", waardoor het nieuwe Macy's Inc. een van de weinige bedrijven werd met een tickersymbool van één letter.
In april 2008 zei Moody's Investors Service dat het de status van de obligaties van Macy's Inc. mogelijk zou verlagen tot net boven de junkstatus. Diezelfde maand verlaagde Fitch Ratings de kredietwaardigheid van haar obligaties van BBB naar BBB−, omdat de operationele en kredietcijfers van het bedrijf waren verslechterd. Volgens een onderzoek van Compete.com trok het domein macysinc.com in 2008 jaarlijks minstens 3 miljoen bezoekers. Op woensdag 6 februari 2008 maakte Terry Lundgren de locatiestrategie en het plan van het bedrijf om 2.550 banen te schrappen, bekend. Deze nieuwe locatiestrategie staat bekend als "My Macy's". Medewerkers van het hoofdkantoor van Macy's North in Minneapolis, het hoofdkantoor van Macy's Northwest in Seattle en het hoofdkantoor van Macy's Midwest in St. Louis kregen ontslag, omdat Macy's haar zeven regionale centra terugbracht tot vier. In mei zouden er als onderdeel van de herstructurering ongeveer 40 nieuwe banen worden gecreëerd. Tegen 2009 verwachtte het bedrijf $ 100 miljoen  per jaar door de bezuinigingen.
Op 2 februari 2009 kondigde Macy's aan dat er 7.000 banen zouden verdwijnen, oftewel 4% van het personeelsbestand. Ook werd het dividend verlaagd, omdat het bedrijf de kosten wilde verlagen als onderdeel van een grote herstructurering. Macy's Inc., gevestigd in Cincinnati, gaf aan dat de personeelsreductie betrekking had op functies in kantoren, winkels en andere locaties, en dat de bezuinigingen ook betrekking hebben op een aantal openstaande vacatures. "Het inkrimpen van ons personeelsbestand is een ongelukkig gevolg van het huidige economische klimaat en ik ben gefrustreerd dat zoveel van onze mensen niet met ons verder kunnen, terwijl we een zeer opwindende toekomst voor Macy's en Bloomingdale's tegemoet gaan", aldus Terry J. Lundgren, voorzitter en CEO.
Macy's hief ook haar divisiestructuur op en integreerde de functies in één organisatie. De centrale inkoop-, merchandise planning-, senior management- en marketingafdelingen van Macy's werden samengevoegd in het hoofdkantoor in New York (voorheen Macy's East). Bedrijfsfuncties zoals financiën en personeelszaken, werden voornamelijk in Cincinnati gehuisvest. Om de behoeften van lokale consumenten in kaat te brengen ontwikkelde Macy's een concept met de naam 'My Macy's'. Hierbij keken zowel de inkopers als de planners naar wat de lokale consumenten zoeken in hun plaatselijke Macy's-winkel. Dit zou bijdragen aan een beter beeld van de branding, omvang en marketing van elke Macy's-winkel in het hele land. Macy's Inc. besloot om het Bloomingdale's-filiaal in de Mall of America in Minnesota te sluiten. Sinds 1994 was Bloomingdale's een van de vier hoofdwinkels van het winkelcentrum. Na een renovatie van $ 30 miljoen werden er vier nieuwe buitenlandse kledingwinkels geopend.

### Jaren 2010

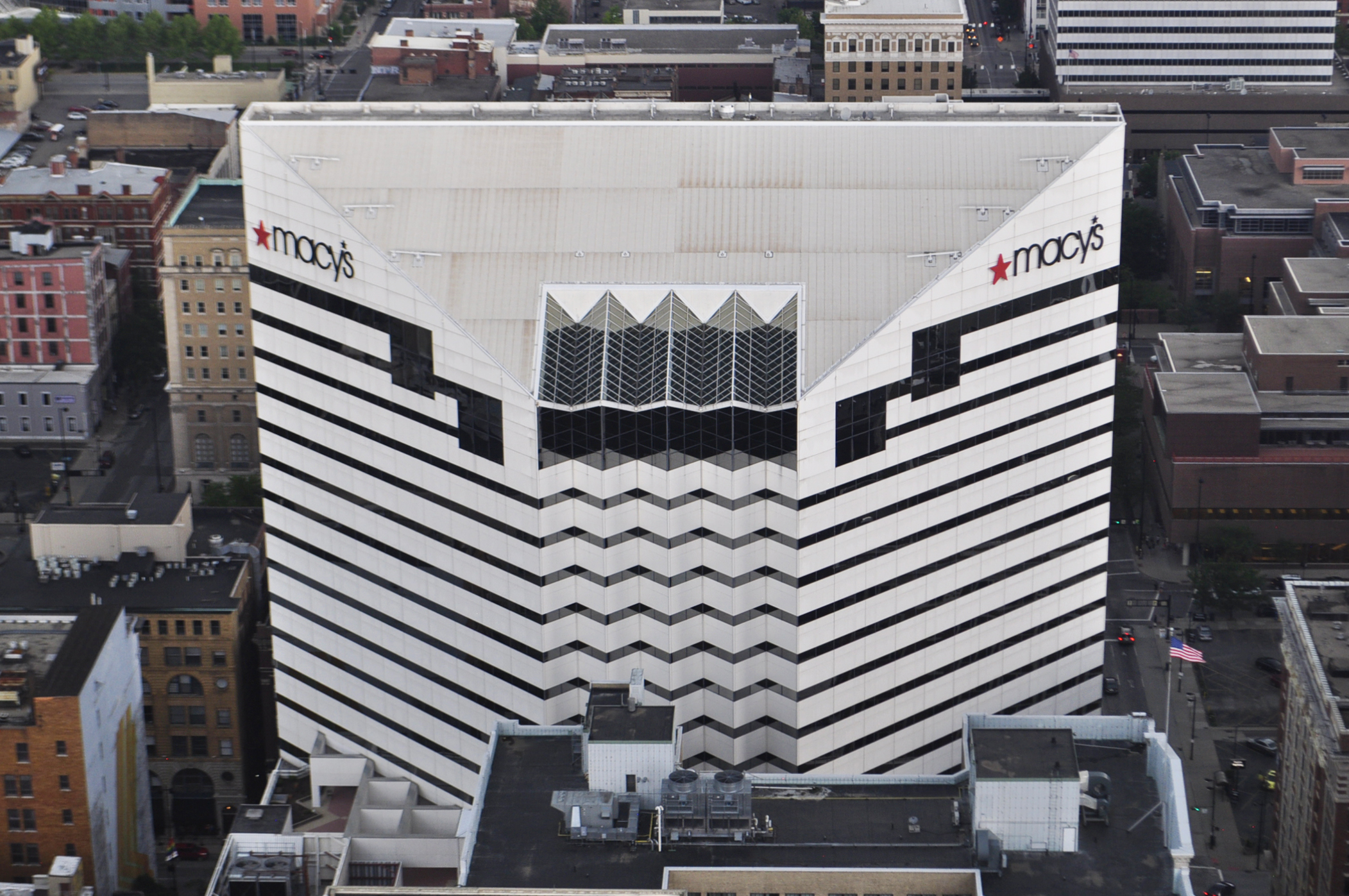
Macy's, Inc. voormalig hoofdkantoor in Downtown Cincinnati (2018)

Op 14 oktober 2013 maakte Macy's Inc. bekend dat het de meeste van haar winkels voor het eerst zou openen op Thanksgiving Day 2013. Daarmee werd een einde gemaakt aan een lange traditie van 155 jaar. Daarmee sloot het bedrijf zich aan bij de groep retailers die het jaar ervoor Gray Thursday hadden opgericht. De deuren gingen op de feestdagavond om 20.00 uur (lokale tijd) open en bleven 24 uur lang open tot het einde van de werkdag op vrijdag, wat normaal gesproken rond 22.00 uur is. 
In februari 2014 werd Macy's Inc. gewaardeerd op $ 28 miljard. In september 2015 maakte Macy's bekend dat het begin 2016 40 winkels zou sluiten. Dat was 5% van het totale aantal winkels. Ook werden plannen aangekondigd om zes extra Macy's Backstage-locaties te openen. Tussen 2010 en 2015 sloot Macy's 52 winkels en werden er 12 geopend.

### Jaren 2020
In februari 2020 maakte Macy's bekend dat het hoofdkantoor in het centrum van Cincinnati op korte termijn zou sluiten en dat alle bedrijfsactiviteiten zouden verhuizen naar New York. Dit nieuws kwam nadat er geleidelijk een vertrek uit de regio Cincinnati had plaatsgevonden, waarbij een aantal winkels werden gesloten en een topbestuurder met pensioen ging.
In november 2021 kondigde Macy's de lancering aan van zijn digitale marktplaats, die in de tweede helft van 2022 van start zou gaan. Macy's ging hiervoor een samenwerking aan met AlixPartners en Mirakl. In november 2023 werd gemeld dat Arkhouse Management en Brigade Capital Management Macy's Inc. een bod op Macy's hadden uitgebracht van $ 5,8 miljard. Macy's wees het aanbod in januari 2024 af, omdat het ongevraagde bod volgens hen te laag gewaardeerd was. De investeerdersgroep verhoogde daarop hun bod naar $ 6,6 miljard twee maanden later. 
In februari 2024 kondigde Macy's aan dat het 150 winkels zou sluiten tegen 2026.

## Merknamen
| Naam                            | Oprichtingsjaar | Jaar van aankoop | Bijzonderheden               |
| ------------------------------- | --------------- | ---------------- | ---------------------------- |
| Bloomie's                       | 2021            |                  | Klein formaat Bloomingdale's |
| Bloomingdales                   | 1860            | 1930             |                              |
| Bloomingdale's The Outlet Store | 2010            |                  |                              |
| Bluemercury                     | 1999            | 2015             |                              |
| Macy's                          | 1858            | 1994             |                              |
| Macy's Backstage                | 2015            |                  |                              |
| Market by Macy's                | 2020            |                  | Klein formaat Macy's         |

## Voormalige warenhuisformules
| Name                      | Oprichtingsjaar | Overname jaar | Sluitingsjaar | Bijzonderheden                                                                                    |
| ------------------------- | --------------- | ------------- | ------------- | ------------------------------------------------------------------------------------------------- |
| A. Harris and Company     | 1889            | 1961          | 1961          | Samengevoegd met Sanger Brothers tot Sanger-Harris                                                |
| Abraham & Straus          | 1865            | 1929          | 1995          | Vervangen door Macy's                                                                             |
| After Hours               | 1946            | 2005          | 2008          | Verkocht aan Men's Wearhouse in 2006                                                              |
| Bamberger's               | 1893            | 1986          | 1986          |                                                                                                   |
| The Bon Marché            | 1890            | 1992          | 2005          | Naam gewijzigd in Bon-Macy's tussen 2003–2005; omgedoopt tot Bloomingdale's of Macy's             |
| Boston Store              | 1897            | 1948          | 1985          | Verkocht aan Maus Frères                                                                          |
| The Broadway              | 1896            | 1995          | 1996          |                                                                                                   |
| Bullock's                 | 1907            | 1995          | 1996          | Eerder eigendom van Federated tussen 1948–1985; omgedoopt tot Macy's                              |
| Burdines                  | 1896            | 1956          | 2005          | Naam gewijzigd in Burdines-Macy's tussen 2003–2005; omgedoopt tot Macy's                          |
| David's Bridal            | 1950            | 2005          |               | Verkocht aan Leonard Green & Partners in 2006                                                     |
| Davison's                 | 1860            | 1925          | 1986          |                                                                                                   |
| The Emporium              | 1896            | 1995          | 1996          | Omgedoopt tot Macy's                                                                              |
| Famous-Barr               | 1911            | 2005          | 2006          | Omgedoopt tot Macy's                                                                              |
| Filene's                  | 1881            | 2005          | 2006          | Eerder eigendom van Federated tussen 1929–1988; omgedoopt tot Macy's                              |
| Filene’s Basement         | 1908            | 1929          | 2011          | Spun off after Federated acquisition by Campeau Corporation in 1988                               |
| Foley's                   | 1900            | 2005          | 2006          | Eerder eigendom van Federated tussen 1947–1988; omgedoopt tot Macy's                              |
| Gold Circle               | 1967            | 1967          | 1988          |                                                                                                   |
| Gold Triangle             | 1970            | 1970          | 1981          | Omgedoopt tot Richway                                                                             |
| Goldsmith's               | 1870            | 1959          | 2005          | Naam gewijzig in Goldsmith's-Macy's tussen 2003–2005; omgedoopt tot Macy's                        |
| Hecht's                   | 1857            | 2005          | 2006          | Omgedoopt tot Bloomingdale's of Macy's                                                            |
| I. Magnin                 | 1876            | 1994          | 1994          | Eerder eigendom van Federated tussen 1964–1987; omgedoopt tot Macy's                              |
| John Taylor Dry Goods Co. |                 | 1949          |               |                                                                                                   |
| The Jones Store           | 1887            | 2005          | 2006          | Omgedoopt tot Macy's                                                                              |
| Jordan Marsh              | 1841            | 1988          | 1996          | Omgedoopt tot Macy's                                                                              |
| Kaufmann's                | 1871            | 2005          | 2006          | Omgedoopt tot Macy's                                                                              |
| L. S. Ayres               | 1872            | 2005          | 2006          | Omgedoopt tot Macy's                                                                              |
| Lasalle & Koch            | 1865            | 1981          | 1981          |                                                                                                   |
| Lazarus                   | 1851            | 1929          | 2005          | Naam gewijzigd in Lazarus-Macy's tussen 2003–2005; daarna omgedoopt tot Macy's                    |
| Liberty House             | 1849            | 2001          | 2001          | Omgedoopt tot Macy's                                                                              |
| Lord & Taylor             | 1826            | 2005          | 2021          | Verkocht aan NRDC Equity Partners                                                                 |
| Maas Brothers             | 1886            | 1988          | 1991          | Omgedoopt tot Burdines                                                                            |
| MainStreet                | 1983            | 1983          | 1988          | Verkocht en omgedoopt tot Kohl's                                                                  |
| Marshall Field's          | 1852            | 2005          | 2006          | Omgedoopt tot Bloomingdale's of Macy's                                                            |
| Meier & Frank             | 1857            | 2005          | 2006          | Omgedoopt tot Macy's                                                                              |
| O'Connor, Moffat & Co.    |                 | 1947          |               |                                                                                                   |
| Ralphs                    | 1873            | 1968          |               | Verkocht aan DeBartelo Corporation in 1992                                                        |
| Rich's                    | 1867            | 1976          | 2005          | Naam gewijzigd in Rich's-Macy's tussen 2003–2005; daarna omgedoopt in to Bloomingdale's of Macy's |
| Richway                   | 1968            | 1976          | 1988          | Omgedoopt tot Gold Circle                                                                         |
| Rike's                    | 1853            | 1959          | 1982          | Samengevoegd met Shillito's tot Shillito-Rike's                                                   |
| Robinsons-May             | 1993            | 2005          | 2006          | Omgedoopt tot Bloomingdale's of Macy's                                                            |
| Sanger Brothers           | 1868            | 1951          | 1961          | Samengevoegd met A. Harris and Company tot Sanger-Harris                                          |
| Sanger-Harris             | 1961            | 1961          | 1987          | Omgedoopt tot Foley's                                                                             |
| Shillito's                | 1830            | 1929          | 1982          | Samengevoegd met Rike's tot Shillito-Rike's                                                       |
| Shillito-Rike's           | 1982            | 1982          | 1986          | Omgedoopt tot Lazarus                                                                             |
| Stern's                   | 1867            | 1988          | 2001          | Omgedoopt tot Bloomingdale's of Macy's                                                            |
| Strawbridge's             | 1868            | 2005          | 2006          | Omgedoopt tot Macy's                                                                              |
| Weinstock's               | 1924            | 1995          | 1995          |                                                                                                   |

## Kritiek
Vooral de verbouwing van Marshall Field's in Chicago kreeg kritiek, waarbij veel klanten de historische flagshipstore aan State Street boycotten. De Chicago Tribune blijft berichten over de slechte ontvangst van Macy's in Chicago. Ook klanten uit Pittsburgh verzetten zich hevig tegen de naamswijziging van Kaufmann's, deels vanwege de rol van de familie Kaufmann in de geschiedenis van Pittsburgh, maar ook vanwege de kerstetalages en de kerstparade van de vlaggenschipwinkel.

## Galerij

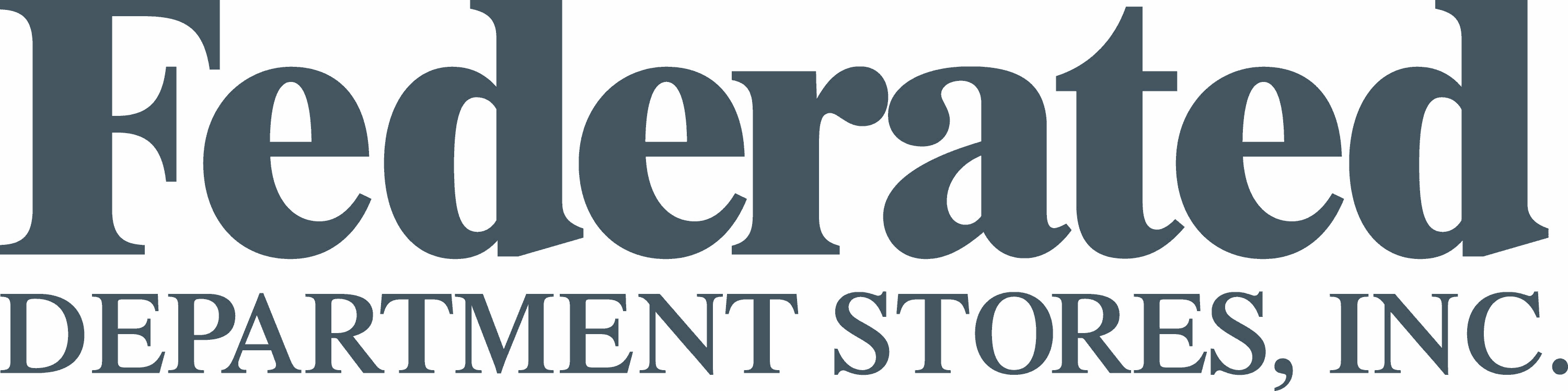
Logo van Federated Department Stores tot 2007
Logo van Macy's, Inc. van 2007–2019
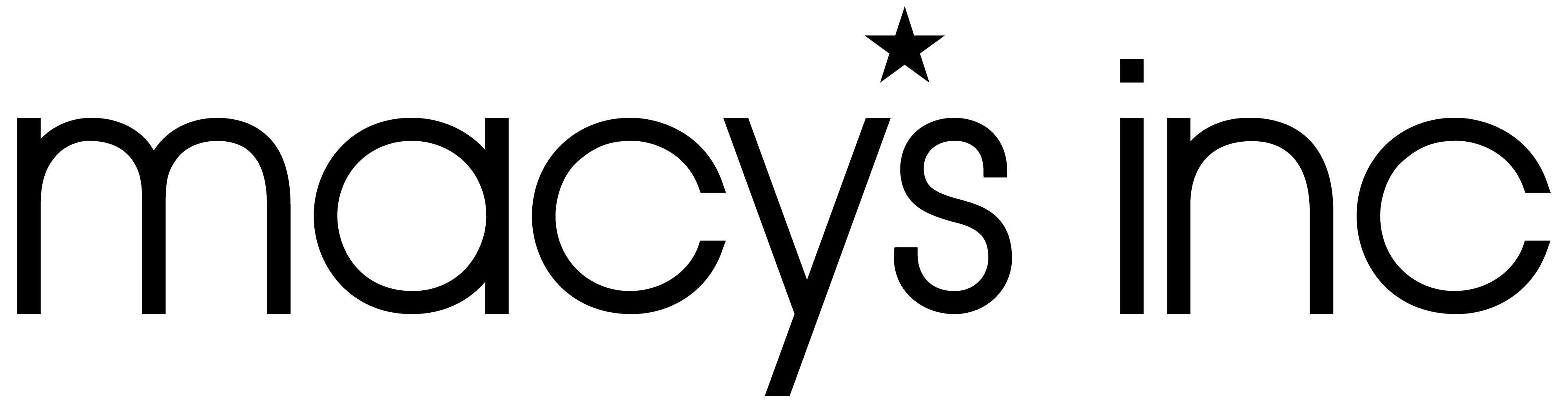
Logo van Macy's, Inc. van 2019–2023